# جوشوا أوباجي
جوشوا أوباجي (بالإنجليزية: Joshua Obaje)‏ (1 أبريل 1992 بنيجيريا - ) هو لاعب كرة قدم نيجيري في مركز الوسط. لعب مع أولمبي الشلف ونادي بلاك ليوباردز ونادي هارتلاند وواري وولفز.

## روابط خارجية
- جوشوا أوباجي على موقع قاعدة بيانات كرة القدم.إي يو (الإنجليزية)
- جوشوا أوباجي على موقع ناشيونال فوتبول تيمز (الإنجليزية)